# Blokumerpolder
De Blokumerpolder of Westzijderpolder is een voormalig waterschap in de provincie Groningen.
De oorspronkelijke Blokumerpolder werd door de aanleg van het Eemskanaal in tweeën gesplitst. Het noordelijke deel werd samengevoegd met de Boltjerpolder. Het zuidelijke gedeelte behield zijn oorspronkelijke naam. Hieraan werd wel nog het zuidelijke deel van de Boltjerpoldee toegevoegd.
De polder lag om Blokum, ten zuiden van Woltersum, aan de overzijde van het Eemskanaal. De noordwestgrens van het schap lag bij het Eemskanaal, de noordoostgrens bij de Woltersumer Ae, de zuidoostgrens langs de Luddeweersterweg en de zuidwestgrens op de Lagelandsterweg. Een eerste poldermolen verrees hier in 1802.
Het waterschap had een gemaal dat uitsloeg op de Woltersumer Ae.
Waterstaatkundig gezien ligt het gebied sinds 1995 binnen dat van het waterschap Hunze en Aa's.